# 請求記号
請求記号（せいきゅうきごう、英：call number）は、図書館の所蔵資料に付与される記号・番号で、その順番で書架に並べられるため、資料の排架場所を表すものとなる。通常、以下のような1～3段程度の請求記号ラベル（背ラベル）に記入され、蔵書の背表紙下部に貼られる。請求記号という名は、かつて図書館が基本的に閉架式だった時代の名残りといわれる。
| 007.5 |
| L62   |
| 2     |

| 分類記号              |
| 図書記号 (著者記号)   |
| 巻冊記号 （副本記号） |

| F  |
| ア |

| 分類記号            |
| 図書記号 (著者記号) |

ジャンルを表す分類記号、または著者名をもとにした著者記号、そしてその両者の併用がよく用いられるが、さらに他の記号を加える場合もある。ラベル上では1段に1つの記号を記入することが多いが、1行に書く場合は「007.5/L62」「007.5||L62」「007.5 L62」などと表記する。ラベル上でも1段にまとめてしまう場合もある。
日本では上のような枠線で囲まれたラベルが一般的である。枠線の色は青（紺）と赤が多く、児童書と一般書（大人向け）を区別したり、開架フロアと閉架書庫、和書と洋書などを区別するのに用いられる。

## 分類記号
その図書館が採用している図書分類法に従って、その蔵書のジャンルを表す数英字を付与する。たとえば、日本で一般的な日本十進分類法では、料理の本ならば「596」、日本の（作者が日本語で執筆した）小説ならば「913」となる（そのうち明治以降は「913.6」）。何桁まで付与するかは、その図書館の規模や、その蔵書のジャンルの蔵書数によって決める。公共図書館では「913.6」が多いため、それを省略したり、fictionの「F」で代用する場合もある。

## 図書記号・著者記号
著者の姓をもとに、その読み仮名やローマ字表記の先頭1～3文字程度、またはその図書館が採用している著者記号表に従って変換された英数字を付与する。たとえば、日本の図書館において「山田」姓の人物の著書に著者記号をつけるならば、「や」「やま」「ヤ」「ヤマ」「Y」「Ya」「Y19」などとなる。著者が多数になる場合は書名や出版者名から付与したり、シリーズものではシリーズ名から付与する場合もある。

## その他の記号
別置（べっち）記号（または別置ラベルやラベルの色分け）は管理上必須だが、それ以外の記号は必須ではない。
別置記号閉架書庫、参考図書（禁帯出）、郷土資料、新書本、文庫本、大型本など、一般の蔵書とは別の部屋や別の書架に置かれるものを表す。請求記号のうちのいずれかの場所に、閉架書庫ならば「C」、参考図書は「R」といった記号として加える。近年、特に公共図書館では、請求記号ラベルとは別に「書庫」「禁帯出」「参考」などのラベルを貼り付けて区別する場合が多い。
受入順記号分類記号・著者記号が同じ蔵書は多数あるため、さらに1冊ごとを識別するための番号を（受入順に）付与する。貸出の多い開架では、書架での並びを維持するのが困難なため向かないが、蔵書を探すのが容易になるため、一般利用者が立ち入らない、または貸出の少ない閉架書庫、あるいは国立図書館、大学図書館、都道府県立図書館などで使用される。
複本記号同一の蔵書が複数冊ある場合に、1冊ごとを識別するための番号を付与する。
その他
- 巻冊次（シリーズものや逐次刊行物の場合）
- 年次（逐次刊行物の場合）
- 版次
- 発行年